# آفهم، کنت
آفهم (به انگلیسی: Offham) یک روستا و محله مدنی در بریتانیا است که در Tonbridge and Malling واقع شده‌است. آفهم ۷۵۵ نفر جمعیت دارد.